# Carnaubeira da Penha
Carnaubeira da Penha este un oraș în Pernambuco (PE), Brazilia.